# Misa Telefoni Retzlaff
Misa Telefoni Retzlaff (ur. 12 maja 1952 w Apii), samoański polityk, minister, wicepremier Samoa od 2001.

## Życiorys
Misa Telefoni Retzlaff urodził się w 1952 w Apii. Jest potomkiem niemieckiego kolonisty, Ericha Retzlaffa, pracownika Niemieckiego Urzędu Pocztowego, który przybył na wyspę w okresie niemieckiej kolonizacji, by układać na niej linie telefoniczne. Stąd nadane jego rodzinie nazwisko Telefoni..
W 1988 po raz pierwszy dostał się do parlamentu z ramienia Partii Ochrony Praw Człowieka. W wyborach w 1991, 1996, 2001 i w 2006 uzyskiwał reelekcję. W latach 1991-1996 zajmował stanowisko ministra rolnictwa, leśnictwa, rybołówstwa i meteorologii. Od 1996 do 2001 był ministrem zdrowia. W latach 2001-2006 pełnił funkcję wicepremiera i ministra finansów. Od 2006 zajmuje stanowisko wicepremiera oraz ministra handlu i pracy w rządzie premiera Tuilaʻepy Sailele Malielegaoi.